# Dominique Rousseau (juriste)
Pour les articles homonymes, voir Dominique Rousseau et Rousseau.
Dominique Rousseau (né le 30 novembre 1949) est un juriste et professeur de droit constitutionnel français, ancien membre du Conseil supérieur de la magistrature de 2002 à 2006. Il a été nommé co-directeur de l'École de droit de la Sorbonne en septembre 2010 et directeur de l'UMR 8103 de droit comparé de l'université Paris 1 Panthéon-Sorbonne en septembre 2014. Il y est professeur jusqu'en 2019. Il est également membre du Tribunal constitutionnel de la Principauté d'Andorre depuis avril 2016.
Ses publications portent principalement sur le contentieux constitutionnel et la notion de démocratie. Classé à la gauche de l'échiquier politique, Dominique Rousseau prend régulièrement position dans le débat politique.

## Biographie
Dominique Rousseau est docteur en droit (1979).
Membre honoraire de l'Institut universitaire de France, il a créé et dirigé le Centre d'études et de recherches comparatives constitutionnelles et politiques (CERCOP) de 1987 à 2010. Maître de conférences puis professeur de droit constitutionnel à l'université Montpellier 1 jusqu'en 2010, il enseigne ensuite à l'université Paris 1 Panthéon-Sorbonne jusqu'en avril 2019.
Il a été expert auprès de l'Agence d'évaluation de la recherche et de l'enseignement supérieur et membre du Conseil supérieur de la magistrature de 2002 à 2006.
Il est président du Conseil scientifique de l'Association française de droit constitutionnel (AFDC), membre du Conseil scientifique de l'Académie internationale de droit constitutionnel, membre du Comité de rédaction de la Revue du droit public, conseiller éditorial aux éditions Odile Jacob, directeur de collection aux éditions Lextenso.
Il est nommé en juillet 2012 membre de la Commission sur la rénovation et la déontologie de la vie publique dite « commission Jospin » qui rendra un rapport au président François Hollande en novembre 2012. Le 15 avril 2016, il est nommé membre du Tribunal constitutionnel de la Principauté d'Andorre et en devient le président en septembre 2018.
Il donne son dernier cours de droit à l'université Paris 1 Panthéon-Sorbonne en avril 2019.

## Prises de position
Dominique Rousseau est un défenseur du contrôle de constitutionnalité, qu'il considère comme une avancée démocratique, et de la possibilité pour le citoyen de saisir indirectement le Conseil constitutionnel,, avec l'accord des juridictions judiciaires ou administratives (Cour de cassation et Conseil d'État).
Il considère aussi que la loi sur la rétention de sûreté, créée par la loi du 25 février 2008 relative à la rétention de sûreté et à la déclaration d'irresponsabilité pénale pour cause de trouble mental, « heurte de front et violemment des principes de droit les plus fondamentaux. » À la suite de la censure partielle du Conseil constitutionnel concernant le caractère rétroactif des dispositions sur la rétention de sûreté, Rousseau a particulièrement critiqué l'annonce du président, Nicolas Sarkozy, le 22 février 2008, selon laquelle il comptait demander au premier Président de la Cour de cassation, Vincent Lamanda, de formuler des propositions pour que la rétention de sûreté puisse être applicable immédiatement.

 
En 2007, il prend position contre la loi Pécresse sur l'université qui, selon lui, « consolide le pouvoir corporatiste, renforce le localisme et décourage la recherche. » Il résume sa position en affirmant : 

« Il faut garder l'autonomie, mais en la conciliant avec l'indépendance des enseignants-chercheurs pour lui donner sa véritable dimension universitaire. À l'autonomie contre l'indépendance des universitaires s'oppose l'autonomie par l'indépendance des universitaires. »

 Comme nombre de ses collègues, il refuse ainsi que le « recrutement, la promotion et l'évaluation des universitaires » soit le fait de l'administration et non des pairs scientifiques, seuls habilités à juger de la qualité du travail. Il rappelle alors la décision de 1984 du doyen Georges Vedel, alors membre du Conseil constitutionnel, qui rappelait l'exigence d'une « représentation propre et authentique » des enseignants-chercheurs.
 
Classé à la gauche de l'échiquier politique, il a soutenu publiquement René Revol du Parti de gauche lors des élections régionales françaises de 2010,.
Il défend l'idée d'une nouvelle forme de démocratie qu'il appelle la « démocratie continue ». Une assemblée sociale avec pouvoir délibératif, l'institutionnalisation des conventions de citoyens et un statut constitutionnel des lanceurs d'alerte sont les principales nouveautés de cette forme de démocratie. Il propose la suppression du Conseil d'État et du ministère de la Justice. Il propose également de mettre fin à la dyarchie au sommet de l'État en retirant au président de la République la présidence du Conseil des ministres.
Il s'élève contre l'utilisation du référendum qui serait le « moyen utilisé par les gouvernants pour canaliser le ressentiment populaire à l’égard des représentants. »
Il prend part publiquement au débat sur la constitutionnalité de la réforme des retraites de 2023, à laquelle il s'oppose.

## Ouvrages
- Dominique Rousseau (dir.) (préf. du Doyen Georges Vedel, contributions de R. Dorandeu, O. Duhamel, J.-M. Ferry, J. Gicquel, B. Lacroix, J. Lenoble, M.-L. Pavia, J.-L. Quermonne, J. Robert, M. Rosenfeld, D. Rousseau et M. Troper), La démocratie continue (Actes du colloque de Montpellier organisé par le CERCOP, du 2 au 4 avril 1992, avec la parrainage de l'Association française de science politique), Paris — Bruxelles, LGDJ – Bruylant, coll. « La Pensée juridique moderne », 1995, V-XI — 165 p[13]
- Sur le Conseil constitutionnel : la doctrine Badinter et la démocratie, Descartes & Cie, 200 p., 1997

Cf. par la revue Le Banquet (revue du CERAP), no  11, 1997/2.
prix Paul-Meurand
- La justice constitutionnelle en Europe[18], Montchrestien, 3e édition, 1998, 160 pages, traduit en polonais (1999) et en espagnol (2002)
- Exercices pratiques, droit constitutionnel, Montchrestien, 360 pages, 1998
- Droit constitutionnel, Montchrestien, coll. « Pages d'amphi », 1re  éd. 2004, 480 pages (manuel coécrit avec Alexandre Viala).
- La Ve République se meurt, vive la démocratie, éd. Odile Jacob, 2007
- Le Consulat Sarkozy[19],[20], éd. Odile Jacob, 2012
- Guide pratique de la QPC, Lextenso, 2e édition, 2012
- L'essentiel des grandes décisions de la QPC, Gualino, coll. « Les carrés rouges », co-écrit avec Julien Bonnet, 134 p., 2012
- Droit du contentieux constitutionnel[21], Éditions du Seuil, 240 p., 2015, Montchrestien, 10e édition, préface du Doyen Vedel, 430 p., 2013
- Les grandes décisions QPC, Lextenso, co-écrit avec Bertrand Mathieu, 2014
- Radicaliser la démocratie : propositions pour une refondation[22],[23], Éditions du Seuil, 240 p., 2015
- Six thèses pour la démocratie continue[24], éd. Odile Jacob, 176 p., 2022
- Les contestations, coll. « Penser, décider, agir », Belopolie, 2024

## Décoration
- Chevalier de la Légion d'honneur (2001)[25]